# Cubana de Aviación
Cubana de Aviación – kubańskie narodowe linie lotnicze z siedzibą w Hawanie, największe kubańskie linie lotnicze i jedne z najstarszych na świecie. 
Głównym węzłem jest port lotniczy Hawana. Wykonują stałe połączenia do krajów Ameryki Północnej, Ameryki Południowej, Europy i Karaibów. Loty do Afryki i Azji są wykonywane tylko w formie czarterów.  

## Flota
Flota Cubana de Aviación aktualna w dniu 8 lutego 2024:
| Model       | Ilość |
| ----------- | ----- |
| ATR 42-500  | 1     |
| ATR 72-200  | 1     |
| Tu-204-100E | 1     |
| Ił-96-300   | 1     |
| Razem:      | 4     |

## Galeria

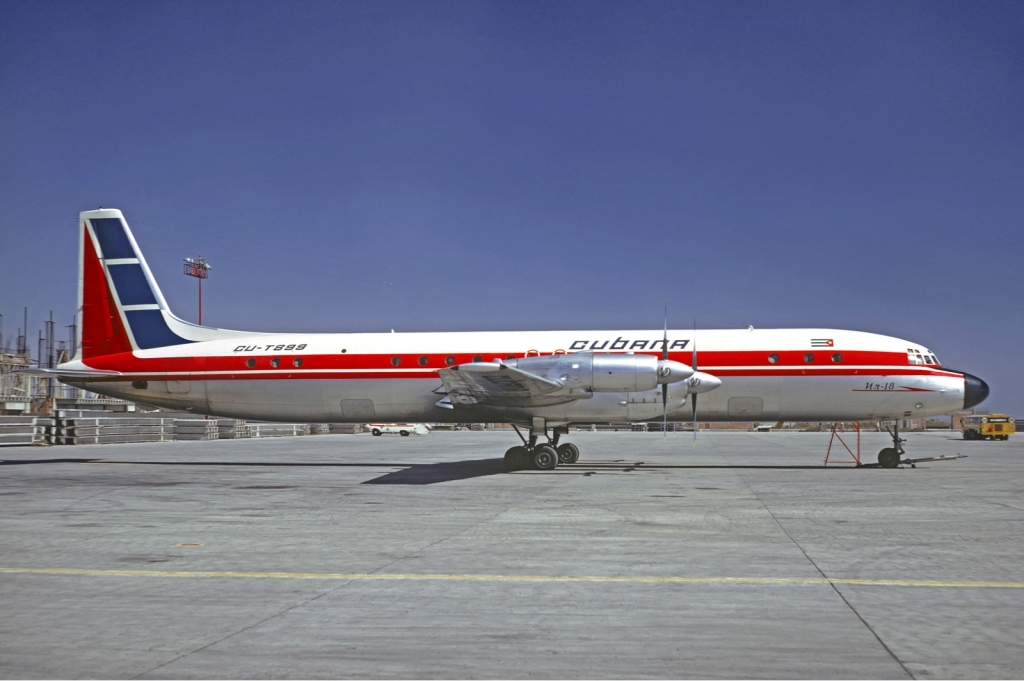
Ił-18D (1971)
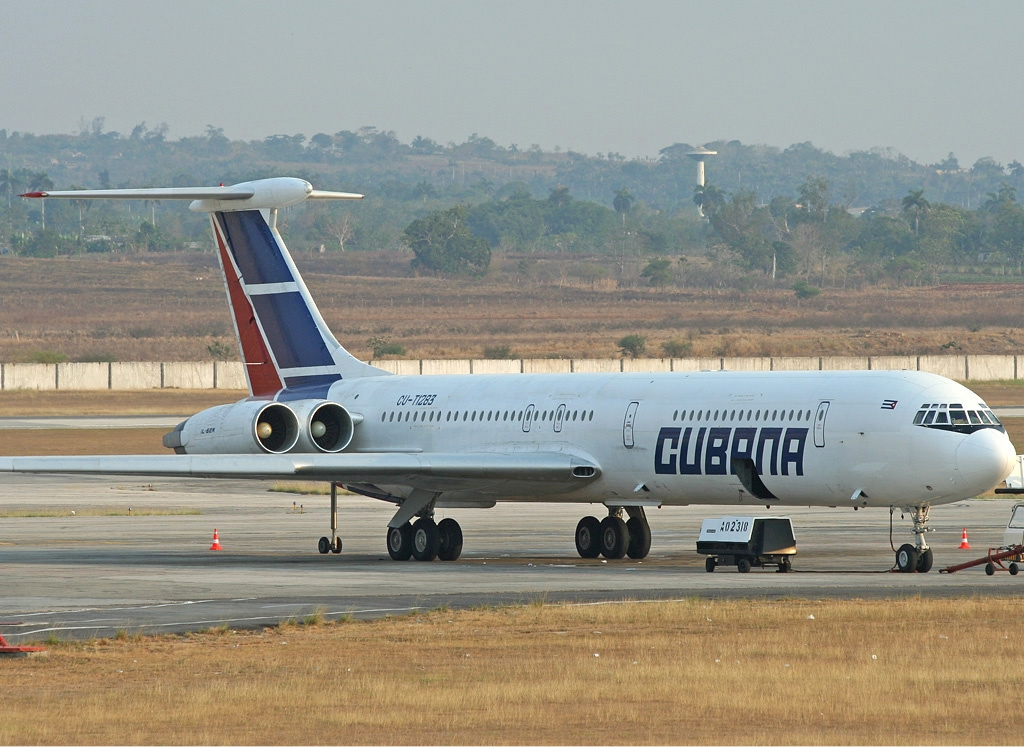
Ił-62M (2006)
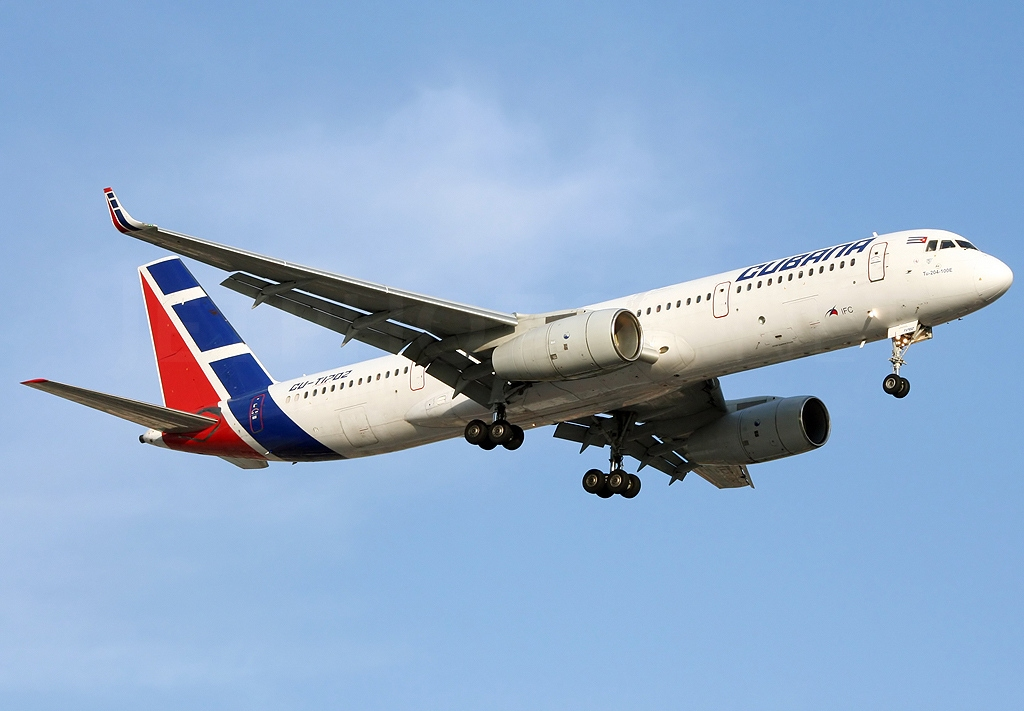
Tu-204-100E (2012)
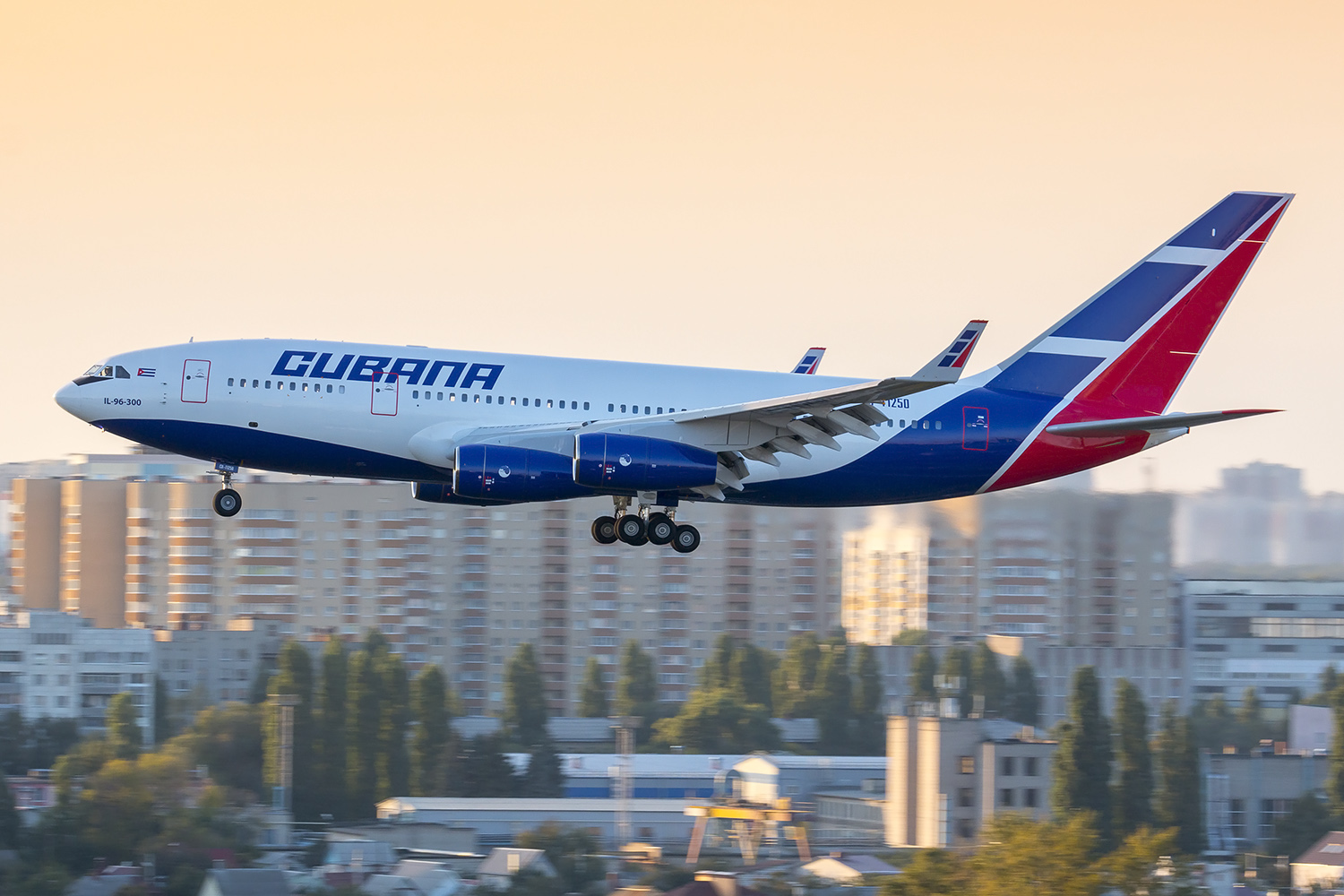
Ił-96-300 w aktualnym malowaniu linii